# 熊本組
熊本組（くまもとぐみ）は、岡山県玉野市にあった暴力団で、神戸山口組の二次団体。
現在は解散。

## 略歴

### 初代
- 1963年1月15日、熊本組・熊本親組長は、三代目山口組地道組に参画し、地道組舎弟に就任した。
- 1964年2月、三代目山口組に昇格した。
- 四代目山口組に参画し、四代目山口組舎弟に就任した。
- 1988年2月、四代目山口組舎弟熊本組組長熊本親は、引退した。

### 二代目
- 1988年2月、白川孝郎は、二代目熊本組組長に襲名し、四代目山口組に参画した。
- 五代目山口組に参画した。
- 六代目山口組に参画した。
- 2007年8月30日、六代目山口組若中二代目熊本組組長白川孝郎は、病死した。

### 三代目
- 2007年10月19日、二代目熊本組若頭藤健興業組長藤原健治は、三代目熊本組組長に襲名し、六代目山口組に参画した。
- 2011年、六代目山口組幹部に就任した。
- 2015年11月20日、六代目山口組を離脱し、神戸山口組に参画後、神戸山口組舎弟に就任した。
- 2016年1月20日、神戸山口組舎弟頭補佐に就任した。
- 神戸山口組三代目熊本組若頭三代目藤健興業横森啓一組長らが、六代目山口組二代目若林組へ移籍。
- 2021年5月30日、藤原三代目宅に拳銃を撃ち込む事件が発生。同日、岡山県警察は出頭してきた六代目山口組系杉本組幹部を銃刀法違反容疑で現行犯逮捕[1]。
- 2021年6月、三代目熊本組は解散し、藤原組長は引退した。

## 歴代
- 初代 - 熊本 親（四代目山口組舎弟／三代目山口組若中／地道組舎弟）
- 二代目 - 白川孝郎（六代目山口組若中／五代目山口組若中／四代目山口組若中）
- 三代目 - 藤原健治（神戸山口組舎弟頭補佐／六代目山口組幹部／二代目熊本組若頭／熊本組本部長）

## 構成
三代目熊本組
- 組長 - 藤原健治